# Lindholmen, Bälinge socken

Lindholmen är en ö i Bälinge socken i Nyköpings skärgård.
På Lindholmen har tidigare legat ett lotshemman, här fanns även en skola för skärgårdsbefolkningen. På lotshemmanets tomt finns en välbevarad parstuga, en timrad dubbelbod, en källarbod och en sjöbod.